# Kamień-Kolonia (powiat chełmski)
Kamień-Kolonia – kolonia w Polsce położona w województwie lubelskim, w powiecie chełmskim, w gminie Kamień.
W latach 1973–83 w gminie Chełm. W latach 1975–1998 miejscowość administracyjnie należała do województwa chełmskiego. 
Kolonia jest sołectwem w gminie Kamień. Według Narodowego Spisu Powszechnego (III 2011 r.) liczyła 281 mieszkańców i była czwartą co do wielkości miejscowością gminy.
Wierni Kościoła rzymskokatolickiego należą do parafii św. Michała Archanioła w Kamieniu.